# 林保華
林保華（1938年—），筆名凌鋒、艾克思和林衛等，生於中國重慶，祖籍福建廈門，中華民國國民、英国海外公民，香港政治評論家。為台灣青年反共救國團發起人之一，曾任台灣維吾爾之友會理事長。

## 生平
林保華父親來自福建廈門，母親為滿族。据述其母的祖父是清末民初官员瑞澂。外祖父由清廷赐姓「國」。林保華在重慶出生，出生後不久就隨其家人移民到印尼，在印尼長大。就讀於雅加達華校巴城中學，在中學時接觸了中國共產黨地下黨員。
1955年，17歲的林保華取道英屬香港回到中国大陆。1960年畢業於中国人民大学中共黨史系，被分派到上海華東師範大學教授中共黨史。經歷反右和大躍進等政治運動，在文化大革命期間被下放到工廠，接受工人階級再教育。
1976年文革期間，林保華从上海移居到英屬香港，母亲也从印尼移居香港。他成為《中報》和《信報》編輯，之後任香港大學經濟金融學院助理研究員，協助院長張五常研究中華人民共和國經濟。在這段時間，他成為新聞評論員。因為直言批評中共，中國政府以在境外從事反中國政府活動為由，在1992年和1995年兩次沒收了他的港澳同胞回鄉證。
香港回歸前夕，林保華取得英国海外公民身份。时任香港大學經濟金融學院助理研究員的林保華获中央研究院院士余英時推薦，以「傑出人才」資格獲批准移民美國。6月28日，他與妻子楊月清於離開香港到紐約。在得到多位學者連署後取得美國居留權。在自由亞洲電台擔任特約評論員，也成為大紀元新聞網專欄作家。2006年，他與楊月清返回台灣，获得完整的中華民國國籍。夫妻在臺北市萬華區置宅。2009年創立台灣青年反共救國團。
2009年乌鲁木齐七五事件發生後，林保華在專欄稱，法務部調查局因為懷疑他與疆獨人士有關，要求約談他，被他拒絕。
2015年為抗議馬習會，林保華夫婦與陳為廷等太陽花學運成員到臺北松山機場等候返國的馬英九總統。警方指控這些抗議成員企圖衝入空軍松山基地指揮部，逮捕27人。陳為廷與林保華夫婦同遭逮捕，偵訊後被移送台北地檢署。
2018年中華民國地方公職人員選舉，林保華極力支持的民主進步黨慘敗。2018年12月31日，林保華宣布：「鑑於許多因素，在2018年的最後一天，我初步決定：退出台灣青年反共救國團，並辭去台灣維吾爾之友會理事長職務。以後從事單純的評論員工作。」
2019年12月13日，林保華在新唐人亞太電視台政論節目公開支持中華民國總統蔡英文所稱「台灣不需要《難民法》」，稱《難民法》恐怕被中共政權利用衝擊國家安全。2022年中華民國地方公職人員選舉，林保華繼續極力支持的民進黨創下建黨以來最大慘敗，林保華極力護航的蔡英文被迫辭掉民進黨主席。

## 家庭
妻子楊月清生于台北市中山區。台湾外省人二代，出身于深蓝的公务员家庭。据她所述，身为中級公務員的父親「在上海中央銀行跟老蔣來台北，借調到外貿會，跟隨的是徐柏園」。1975年，楊月清以台商身份移居香港。
林保華与楊月清在香港相识、结婚。在香港时，楊月清曾與李柱銘共同創立香港民主黨的前身「香港民主同盟」。曾任香港民主黨東區支部副主席，並參選過東區區議會議員。在香港積極從事民主運動，被称为「清姐」，自稱「保華嫂」。2001年时，楊月清曾担任中華民國僑務委員會撥款成立的「全僑民主和平聯盟」紐約支盟創會理事。

## 著作
林保華（筆名：凌鋒）著作：
- 1989年9月《血與淚》（凌鋒）
- 1990年6月《老革命遇到性問題》（凌鋒）
- 1990年6月《神州千奇百怪論》（凌鋒）
- 1990年8月《花花香港》（凌鋒）
- 1990年9月《斑斕世界》（凌鋒）
- 1993年12月《閒話毛伯伯》（凌鋒）
- 1994年8月《閒話鄧伯伯》（凌鋒）
- 2001年5月《中共風雨八十年》（凌鋒）
- 2003年3月《告別江澤民》（凌鋒）
- 2008年1月《一個中國人的台灣情》（林保華）
- 2019年8月《我的雜種人生：林保華回憶錄》（林保華）

## 外部連結
- 華人民主學院－林保華首頁 （页面存档备份，存于）
- 林保華簡歷 （页面存档备份，存于）